# 山田路津子
山田 路津子（やまだ るつこ、1979年8月12日 - ）は、関東地方を拠点に活動している日本の元フリーアナウンサー、行政書士。

## 来歴
東京都出身。帰国子女であり、幼少期にはアメリカの州立幼稚園と州立小学校に通っていた。帰国後、東京都立大泉高等学校と東京海洋大学へ進学した。
大学を卒業後、フリーアナウンサーとして活動。仕事と育児を両立させるために独立開業を志し、2015年に行政書士の資格を取得。行政書士事務所に1年間勤めた後、2017年に東京都内に自らの行政書士事務所を開業した。

## 出演

### テレビ番組
- 私出ちゃいました！（ケーブルネットつづきの森） - リポーター
- 1230アッと!!ハマランチョ（テレビ神奈川） - リポーター
- ちょっと寄りたいこんな店（JCN小田原） - リポーター
- デイリー中野（シティテレビ中野、2007年[5] - ） - キャスター

### ラジオ番組
- 泳げ！ラジボラちゃん（かわさきFM） - リポーター
- ウィークエンド元気ワイド（かわさきFM） - リポーター

## モデル活動

### 雑誌
- ホットドッグ・プレス（講談社） - アストロ特集グラビアのモデル
- 貸切できる温泉宿厳選版（辰巳出版） - 表紙モデル、山形県リポーター
- そうだ温泉に行こう！（辰巳出版） - モデル